# アルフレッド・ダンヒル
アルフレッド・ダンヒルは、（英:Alfred Dunhill、1872年9月30日 - 1959年1月2日）は、イギリスの起業家、たばこ・ライター発明家。ロンドンに本拠を置く高級ファッションブランド「ダンヒル」の創業者でもある。弟は作曲家のトマス・ダンヒル。

## 生涯
1872年9月30日 イングランドのミドルセックスで誕生。
1890年 割引自動車会社を設立し、通信販売でアクセサリーを販売した 。
1893年 父親の家業であるモーターアクセサリーを販売する会社を経営し、拡大した。
1902年 メイフェアにショップを開いた。
1904年 運転手が自動車を運転しながら喫煙をしても灰や火の粉が飛ばないようにと風防のついた「フロントガラスパイプ」を開発してパイプ製造事業に参入した。
1907年 セントジェームズにタバコ専門店を開き、オーダーメイドのタバコブレンドを提供しました。
1920年代 ニューヨークとパリにショップをオープンした。彼の国際的な野心により、ダンヒルは現代の高級品市場の創造を支援した。
1928年 会社の会長を息子のアルフレッド・ヘンリーに引き継ぎ、健康上の理由で退職。
1945年 妻が亡くなった後、愛人と結婚。

## たばこ事業

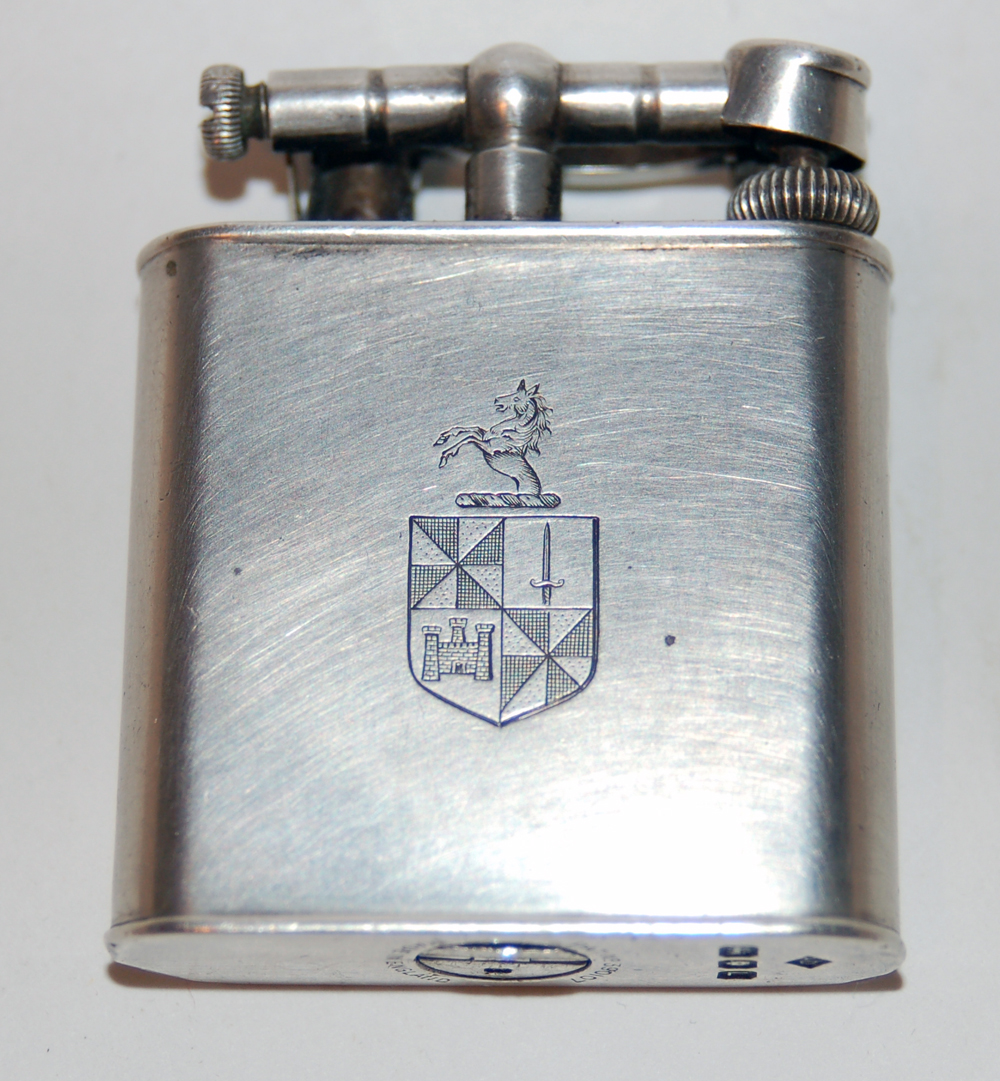
紋章付きのダンヒルユニークライター

- 1907年 ダンヒルはセントジェームズエリアのデュークストリートに小さなたばこ屋をオープンした[2]。彼は個々の顧客に合わせたたばこブレンドを提供した。
- 1908年に彼は最初のダンヒルたばこを導入した。ショップは急速に繁栄し、彼の孫娘メアリーは後に彼の才能をセールスマンおよび店主として説明した。事業は拡大し1910年までにダンヒルはデュークストリートに追加の敷地を確保した。

- 1912年、ダンヒルはパイプにホワイトスポットの商標を導入した。同年には彼は弟のハーバート、長男のアルフレッド、1913年に次男のヴァーノンがビジネスに加わった。戦後は、新製品の拡大と試運転の両方を目撃した。同社は常に、製品が特許と商標で保護されていることを常に確認しており、当初から力強く起訴された政策である。

- 1920年代初期には、事業の卸売および輸出側が、カムデンヒルロードにあるパイプおよびタバコ部門に近いノッティングヒルゲートに移転した。

## 関連書籍
- パイプの本（1924年初版）
- ダンヒルたばこ紳士